# Hilde Skancke Pedersen

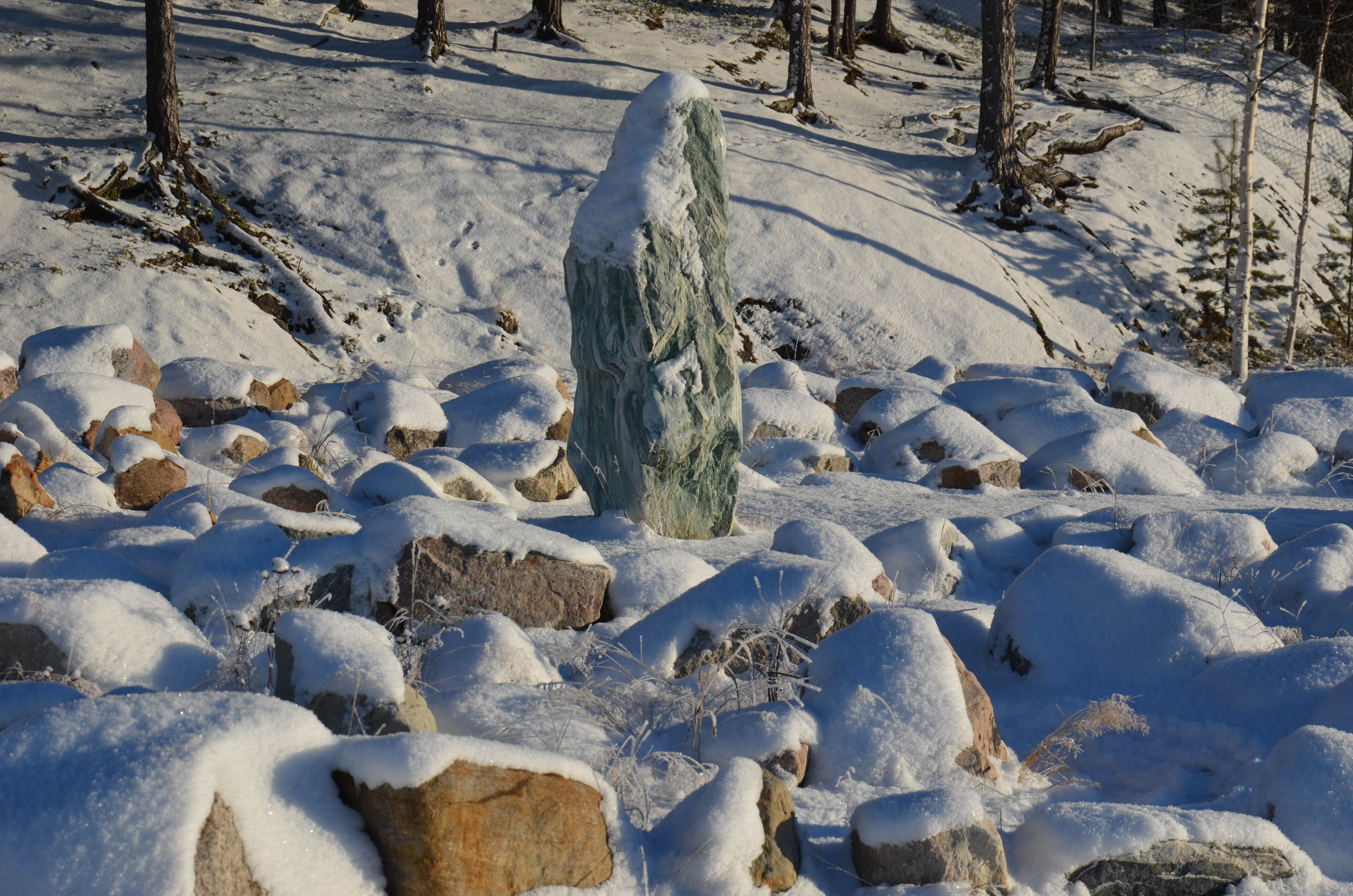
Gäst i Jokkmokk

Hilde Skancke Pedersen, född 1953 i Hammerfest i Norge, är en norsk bildkonstnär, författare och scenograf.
Hilde Skancke Pedersen utbildade sig på Statens håndverks- og kunstindustriskole i Oslo 1974–78 och bedrev bland annat skrivarstudier vid Universitetet i Tromsø 1996–97 och 2004–05.
Hilde Skancke Pedersen har skrivit texter till performance- och dansföreställningar och till teaterpjäsen Vardøger - Vaigasat, som uppfördes på Festspillene i Nord-Norge 1999 och 2001. Hon var 2009 scenograf i föreställningen "Joik". År 2011 utsågs hon till festivalkonstnär för Borealis Vinterfestival 2012.
Hon var en av två konstnärer, av tolv inbjudna, som vann tävlingen om utsmyckning av sametingsbyggnaden i Karasjok år 2000. Hennes verk, Spår, visar arkeologiska spår från samiska bo- och gravplatser i form av cirklar och labyrinter. Hon är bosatt i Kautokeino i Finnmark fylke i Norge.

## Offentliga verk i urval
- Gäst/Guossi, sten, 2005, Samiska skulpturparken i Jokkmokk
- Utsmyckning Luottat/Spår, emalj och bladguld på etsade zinkplåtar på betong, väggmålningar bakom talarstol och podium i plenumsalen i  Sametinget i Karasjok samt längs väggarna utanför salen och i undervåningen utanför auditoriet, 2000